# حي السويدي (الرياض)
حي السويدي هو أحد أحياء مدينة الرياض ويتبع إداريا لبلدية العريجاء، يقع في قلب الجزء الجنوب غربي لمدينة الرياض ويحده من الشمال حي ظهرة البديعة ومن الشرق حي سلطانة ومن الجنوب والغرب الطريق الدائري الغربي ويضم تحت مسمى حي السويدي أحياء شبرا والزهرة وسلطانه والدريهمية. وقد كان الحي من أفضل الأحياء بالثمانينات حيث كانت جميع الخدمات تصل إلى سكان الحي، ويتميز الحي بأن أغلب سكانه من المواطنين السعوديين. حي السويدي يعتبر من أقدم ومن أوائل أحياء الرياض.
مؤخراً قامت شركة دار الأركان بتنفيذ مشروع ضخم في هذا الحي عبارة عن مشروع سكني وتجاري يضم المئات من الفلل والشقق والمحال التجارية.يقع المشروع جنوب شارع السويدي العام. وأيضا قامت الشركة بفتح حديقة خاصة بالمشروع وذلك لخصوبة الأرض في الحي.كان العقاريون في السابق يتوقعون بأن يكون حي السويدي من أقوى وأكبر الأحياء بالرياض
لكن شاء الله أن تتغير الوجهة إلى الشمال وهو لايزال أحد أبرز أحياء الرياض من ناحية التعداد السكاني والكثافة السكانية
نسبة السعوديين 99% من سكان الحي ويتميز بتنوع الطبيعة الديموغرافية فيه ويتميز بخصوبة الأرض، تم تخطيط حي السويدي تخطيطاً طبيعياً غير مدروس بل كانت طبيعة الأرض هي من تفرض على مهندسي الطرق تعبيدها إلا في الأجزاء الجديدة منه كحي شبرا لأنها أرض منبسطة.
يتميز الحي بكثرة المساجد والحلق العلمية ومدارس تحفيظ القرآن الكريم كما أن الكثير من العلماء خرجت من ذلك الحي وكذلك القراء كياسر الدوسري والقطامي ولايزال حي السويدي من أكثر الاحياء محافظة وأهل دين وكثير من شبابه له توجه لنصرة الدين واكتمال البنية التحتية.وتوجد به مدرسة الابتدائية 155 للبنات والمتوسطة 40 للبنات والثانوية 28 للبنات.

## المشايخ والشخصيات المشهورة في الحي
- الشيخ عبد الله الراجحي أحد الإخوة الثلاثة ملاك بنوك الراجحي
- والشيخ عبد الله بن جبرين عضو هيئة كبار العلماء
- والشيخ الدكتور سعد بن تركي الخثلان أستاذ الفقه بجامعه الامام محمد بن سعود الإسلامية
- ومعالي الشيخ إبراهيم الحقيل رئيس ديوان المظالم
- والأديب المعروف أبو عبد الرحمن بن عقليل الظاهري
- والشيخان حمد وسليمان الخنيزان أصحاب محلات الخنيزان للأجهزة الكهربائية
- ومعالي الدكتور عبد الله الدرعان مستشار وزير الداخلية والمحامي المعروف
- والمحامي المعروف والشيخ عبد العزيز السدحان والشيخ عمر العيد
- والشيخ عبد العزيز العبد اللطيف
- والشيخ عبد الله الحكمي
- والشيخ عبد العزيز بن قاسم
- الشيخ عبد الله الشلال
- والشيخ عبد الله بن قعود والشيخ غيهب الغيهب عضو مجلس القضاء الأعلى
- والشيخ سعد بن كليب وكيل هيئة الرقابة والتحقيق
- والقارئ الشيخ فهد الغراب، والممثل فهد الحيان، والاعلامي محمد العوين، وفي المجال الرياضي اللاعب محمد الشلهوب واللاعب محمد الدعيع

## سبب التسمية
لعل تسمية الحي بالسويدي تعود إلى الشعاب والمسايل الواقعة غرب مدينة الرياض، بعد أن قامت فيهاالعديد من المنازل والفلل، ويعود تاريخ العمارة في تلك الشعاب إلى أيام حجر اليمامة وبني حنيفة، وقد حفرت فيه الحكومة السعودية في عام 1360هـ آبار لسقيا الناس.

## لجنة التنمية الاجتماعية الأهلية
تأسست عام 1426 هـ وهي تحت مظلة وزارة الشؤون الاجتماعية (وزارة العمل والتنمية الاجتماعية حاليا)، يرأس اللجنة الأستاذ خالد بن عبد العزيز العواد، مديرها التنفيذي الأستاذ ماجد بن عبد الله الجوفان. يتميز الحي بوجود لجنة تنمية اجتماعية أهلية نموذجية ورائدة في أنشطتها التنموية لسكان الحي، ويتوفر لدى اللجنة مقر متكامل للرجال يحوي قسم بيوت مطمئنة (استشارات هاتفية - توفيق بين راغبي الزواج - إصلاح ذات البين) ومركز تدريب معتمد (مركز السويدي للتدريب)- ونادي شباب السويدي- وقسم للأنشطة والفعاليات والمعارض والملتقيات، ومقر نسائي متكامل: يحوي قسم للتدريب وقسم بيوت مطمئنة وقسم للأسر المنتجة ونادي للفتاة.
(المجال متاح لديهم لاستقبال المتطوعين والمتطوعات وتدريبهم على كافة الأنشطة المناسبة لكل متطوع).

## المراكز التجارية
من أشهر المراكز التجارية في حي السويدي هي:
1. سلام مول.
2. التميمي.
3. الثلاجة العالمية.
4. فلامنقو مول.
5. هايبر بنده.
6. سنتر بوينت.
7. سيتي ماكس.
8. أسواق النهدي.
9. أسواق كارفور.
10. ساكو.
11. أفينو سنتر.
12. مونتريال مول.
13. هش بابيس.
14. أسواق الراجحي.
15. سوق ريمان.
16. سوق ريماس (الوشم سابقاً).
17. القصر مول.
18. أسواق الحرمين.
19. أسواق البديعه مول.
20. مكتبة جرير.

## من أشهر الجوامع
1. جامع الشيخ عبد الله الراجحي.
2. جامع الأميرة سارة بنت سعد (جامع الشيخ سعد الخثلان).
3. جامع الصانع.
4. جامع آل الشيخ.
5. جامع الصفيان.
6. جامع العرفج.
7. جامع الفريان.
8. جامع العودة.
9. جامع الحميدي.
10. جامع المقيرن.
11. جامع أم هذلول.
12. جامع أسامة بن زيد.
13. جامع الشيخ صالح الغنيم.

## المعاهد العلمية
1. معهد الرياض العلمي.

## المدارس الحكومية
1. مدرسة عكرمة بن أبي جهل الابتدائية (أقدم مدرسة ابتدائية للبنين بالحي - تم إلغائها).
2. مدرسة المدينة المنورة الابتدائية (تأسست عام 1982م).
3. متوسطة الإمام البيهقي (أقدم مدرسة متوسط للبنين بالحي).
4. متوسطة رافع بن النعمان.
5. ثانوية نهاوند.
6. متوسطة عمرو بن شعيب.
7. ثانوية موسى بن نصير.
8. ثانوية عبد الله بن سعود.
9. ثانوية القاسم بن سلام.
10. ثانوية الجوهري.
11. ثانوية الإمام الشاطبي.
12. ثانوية بدر.
13. متوسطة عبد الله بن حبيب لتحفيظ القرآن الكريم.
14. متوسطة حي السويدي.
15. متوسطة الامام ابي حنيفة.
16. متوسطة موسى بن عقبه.
17. متوسطة عمر بن الخطاب.
18. مدرسة الأقصى الابتدائية.
19. مدرسة الشيخ عبد الله القرعاوي الابتدائية.
20. مدرسة عمير بن أبي وقاص الابتدائية.
21. مدرسة أبي الطيب المتنبي الابتدائية.
22. مدرسة البراء بن عازب المتوسطة.
23. خبيب بن عدي الابتدائية لتحفيظ القرآن الكريم.
24. ابتدائية 170 للبنات.
25. ابتدائية 326 للبنات.
26. متوسطة 98 بنات.
27. متوسطة 145 للبنات.
28. ثانوية 82 بنات.
29. ابتدائية 133 للبنات.
30. ابتدائية 316 للبنات.
31. ثانوية 146 للبنات.
32. ثانوية 95 للبنات.
33. ابتدائية 34 للبنات.
34. متوسطة 25 للبنات.
35. ثانوية 18 للبنات.
36. روضة 34.
37. متوسطة 166.
38. متوسطة 168.
39. متوسطة 51.
40. دار الجوهرة النسائي لتحفيظ القرآن الكريم.
41. متوسطة حماد بن زيد

## المدارس الأهلية
توجد الكثير من المدارس في هذا الحي للبنين والبنات ومنها:
1. مدارس التوحيد الأهلية.
2. مدارس الامتياز النموذجية.
3. مدارس الرقي الأهلية.
4. مدارس عكاظ الأهلية.
5. مدارس نبع العلوم الأهلية.
6. مدارس الرشد الأهلية.
7. مدارس الرسالة الأهلية.
8. مدارس دار الاركان الاهلية للبنين والبنات.
9. مدارس التقوى الإسلامية للبنين والبنات.
10. مدارس الثغر النموذجية.
11. مدارس رواد التربية الاهلية للبنين والبنات.

## الشوارع الشهيرة
1. نفق السويدي.
2. شارع المدينة.
3. شارع عائشة بنت أبي بكر.
4. شارع حمزه بن عبدالمطلب.
5. شارع بديع الزمان الهمذاني.
6. شارع السويدي العام.
7. شـارع النخيل.
8. شـارع سدير.
9. شارع تسالي.
10. شارع الجيل.
11. شارع طنجة.
12. شارع النخيل.

## المطاعم
يحتوي على الكثر من المطاعم الأمريكية والسعودية مثل:
1. تكسي.
2. الشاورما الطازجة.
3. المواسم.
4. صب واي.
5. ماكدونالدز.
6. دجاج كنتاكي.
7. هارديز.
8. هرفي.
9. توم توم.
10. دايت سنتر.
11. مطاعم النافورة.
12. بيتزا هت.
13. بيتزا إن.
14. بيتزا دومينوز.
15. ليتل سيزرز.
16. مطعم شاورمر.
17. مطعم الرفادة.
18. مطعم الفطيرة الدمشقية.
19. بروستد الكيان الذهبي.
20. مطعم كتاكيت.
21. مطعم سهارى.
22. المأكولات الهندي.
23. فوال الطائف.
24. فلافل ركن عرفة.
25. فلافل وردة الشام.
26. مطعم سحاب.
27. مطعم الذواق.
28. مطعم بيتزانا.
29. مطعم البرتقالة.
30. مطعم جنيه.
31. بوفية تسالي.
32. بوفية عبد العزيز.
33. بوفية فهد.
34. بوفية إبراهيم (أسامه سابقاً).
35. مشخول.
36. عمو حمزة.
37. مطعم زمزم البخاري.
38. مطاعم الشراع.

## المواقع الشبابية
يوجد كثير من الأماكن الشبابية مثل:
1. د.كيف.
2. كرسبي كريم.
3. دانكن دونات.
4. بيت الكيف.
5. حدائق القهوة.
6. قهوة اليوم.
7. قهوة زمان.
8. كوكب القهوة.
9. محمصة فلتر للقهوة المختصة.